# Dorstenia howardii
Dorstenia howardii är en mullbärsväxtart som beskrevs av Leon. Dorstenia howardii ingår i släktet Dorstenia och familjen mullbärsväxter. Inga underarter finns listade i Catalogue of Life.